# Маджумдар, Тарун
Тарун Маджумдар (бенг. তরুণ মজুমদার; 8 января 1931, Богра, Британская Индия — 4 июля 2022, Калькутта) — индийский кинорежиссёр
 и сценарист, снимавший фильмы на бенгальском языке и хинди. На его счету в общей сложности четыре Национальные кинопремии, пять премий Filmfare и семь наград Бенгальской ассоциации киножурналистов (BFJA). 

## Биография
Родился 8 января 1931 года в Богре (ныне территория Бангладеш) в семье борца за свободу Бирендранатха Маджумдара. Получил высшее образование в Шотландском церковном колледже в Калькутте, а затем в Калькуттском университете. 
Однако Тарун с детства мечтал заниматься кино. Поэтому, поскольку у его семьи не было возражений, хотя в то время кинематограф в Индии всё ещё считался  низкой профессией, его дядя по материнской линии, который был киножурналистом, нашел ему работу на студии Rupasri Studios. Тем не менее Маджумдар вскоре ушел оттуда из-за конфликта с членами профсоюза, и нашел работу в компании Anushilan Agency, занимавшейся рекламой фильмов. Работая над продвижением киноленты Naba Bidhan (1954) он встретил актрису Канан Деви, которая пригласила его к себе в Srimati Pictures. Его коллегами стали  Дилипом и Сачином Мукерджи, грезившие кино также как он. Когда они втроем помогали на съёмках Rajlakshmi O Srikanta (1958), главные роли в котором играли Уттам Кумар и Сучитра Сен, актёры пообещали, что если молодые люди станут режиссёрами, то они снимутся в их фильме.
Дилип, Сачин и Тарун, воодушевленные успехом режиссёрской коллаборации Agradoot, сформировали собственную команду Yatrik. В 1959 году они сняли свой первый фильм Chaowa Pawa (досл.: «Желание и исполнение») с Уттамом и Сучитрой в главных ролях, похожий по сюжету на «Это случилось однажды ночью» (1934). Их следующий фильм Kancher Swarga (досл.: «Стеклянные небеса», 1962) рассказывал о человеке, страстно желающем стать врачом, который смог закончить образование из-за нехватки средств. Подделав диплом, он завоевывает репутацию успешного хирурга, но правда выходит наружу. Главную роль в нём хотели снова предложить Уттаму Кумару, но тот уже был занят на съёмках. Тогда Тарун предложил сыграть героя Дилипу Мукерджи. В итоге фильм завоевал серебряную медаль президента за лучший фильм на бенгальском языке.
Примерно в это время скончался отец Таруна. Разбирая его библиотеку, режиссёр наткнулся на рассказ Маноджа Басу «Angti Chattujjer Bhai», героя которого непрерывно тянет путешествовать, что заставляет его обрывать связи с близкими людьми, разбивая им сердца. Представив в этой роли комического актера Анупа Кумара, Маджумдар написал сценарий и назвал его Palatak (досл.: «Дезертир»). Однако никто в Бенгалии не хотел браться за этот сценарий, поскольку предполагалось, что комик станет героем, да еще и в трагической истории. В этот момент режиссёр В. Шантарам пригласил Таруна в Бомбей и изъявил желание работать вместе. Palatak (1963) стал первой бенгальской картиной выпущенной под баннером В. Шантарама Rajkamal Kalamandir. Фильм был полностью снят в Калькутте, и только музыка, написанная Хемантом Кумаром, была записана в Бомбее. Palatak ознаменовал переход комика Анупа Кумара к героическому образу. Впоследствии фильм был переснят на хинди как Rahgir (1969) самим Маджумдаром. 
К тому времени Yatrik начал распадаться. Дилип Мукерджи добился успеха как актёр, и ни он, ни Сачин больше не были заинтересованы в команде. Так что Тарун продолжил свою карьеру как самостоятельный режиссёр. Его первым сольным фильмом стал Alor Pipasa (1965), адаптированный из романа Банапхула, повествующий о жизни проститутки на задворках общества.
Его самый известный фильм, романтический мюзикл Balika Badhu (1967), возродил жанр деревенской лирической мелодрамы с помощью музыки Хеманта Мукерджи и одной песни, изначально написанной Д. Л. Раем.
Маджумдар снял несколько хитов 1970-х, таких как Nimantran, Fuleswari и ремейк Balika Bodhu на хинди (1976). Режиссёр вернулся к теме непонятого бродяги в Shriman Prithviraj (1973), герой которого — подросток, мечтающий сбежать из дома и стать путешественником, но его ловят на полпути, тащат домой и принуждают жениться. В 1980 году Маджумдар вызывал возобновление интереса к теме разделения страны и города как представляющего конфликт морали, с драмой Dadar Kirti. Однако более поздние фильмы на ту же тему, например, Parasmoni и Agaman (1988), не имели успеха.
Среди его поздних хитов — Bhalobasha Bhalobasha (1985), Apan Amar Apan (1990) и Alo (2003). Свой последний полнометражный фильм Bhalobashar Bari режиссёр снял в 2018 году, когда ему было 88 лет. Режиссёр скончался 4 июля 2022 года.